# Picea aurantiaca
Picea aurantiaca (ялина помаранчева) — вид ялин (Picea), що зростає в Китаї (зх. Сичуань).

## Біоморфологічна характеристика
Дерево до 25 м заввишки і 70 см заввишки, зазвичай з одним прямим круглим стовбуром і вузькоконічної кроною. Кора луската, бороздчата і ребриста, відшаровується. Гілочки товсті, жорсткі, більш-менш помаранчеві (сіріють з віком), з глибокими борозенками, рідко запушені, потім невдовзі голі. Вегетативні бруньки широкояйцеподібні, у діаметрі 4–6 мм, приховані в листках, смолисті. Листки 8–18 × 1.2–2.3 мм, прямі чи вигнуті, ромбічні в поперечному перерізі, продихи по 3–6 рядків на кожній поверхні, листки спочатку сизі, але дозрілими сіро-зелені. Пилкові шишки пазушні біля кінців пагонів, 10–15 мм завдовжки, червонувато-жовті. Насінні шишки кінцеві, спочатку випростані, а пізніше стають підвісними, циліндрично-довгасті з тупою верхівкою, 10–12 × 4–4.5 см коли луски розкриті, червонувато-коричневі. Насіннєва луска ромбо-яйцеподібна, 2–2.4 × 1.5–1.8 см у середині шишки. Насіння яйцювато-конічне, 3–4 мм завдовжки, коричневе, з 12–14 мм, прозорим, жовто-коричневим крилом.

## Середовище проживання
Picea aurantiaca — субальпійський вид, що зустрічається між 2600 і 3800 метрів над рівнем моря. Зустрічається переважно на вапняних ґрунтах. Клімат холодний і кількість опадів коливається від високих (цифр немає) на нижчих висотах південно-західного ареалу до лише 500–700 мм на північному заході. Зустрічається в змішаних хвойних лісах, напр. Picea liiangensis var. rubescens і локально Abies squamata і Larix potaninii. Betula види є звичайними широколистяними деревами, тоді як Pinus види виникають переважно після збурень і на нижчих висотах.

## Загрози й охорона
Основною загрозою є історичні вирубки та природні явища, такі як пожежа. Нещодавно уряд Китаю ввів заборону на вирубку лісу на заході Китаю